# Luis Giorgi
Luis Giorgi (Montevideo, 3 de marzo de 1896 - 1967) fue un ingeniero en puentes y caminos uruguayo.

## Biografía
Ing. Luis Giorgi se graduó como ingeniero en puentes y caminos en 1921. Por su excelente escolaridad, el Consejo de la Facultad le otorgó la Bolsa de Viaje correspondiente a 5° año de estudios (1920), la Beca diplomática para viaje de estudios durante 2 años (1921), y la Medalla de oro de la promoción (1921). 
Fue diputado por Montevideo por el Partido Colorado entre 1924 y 1927, presidente de la Comisión Técnica y Financiera de la Rambla Sur de Montevideo, presidente del Club Atlético Peñarol por 2 periodos (1930-1931 y 1935-36), Decano de la Facultad de Ingeniería entre 1934 y 1937, y reelecto para 1939 cuando renuncia al cargo para dedicarse de lleno a la obra de Rincón del Bonete, como Director de "La Rione". 
Gracias a su inteligencia y pericia para lograr las gestiones necesarias en EE. UU., se concluyeron las obras de la represa de Rincón del Bonete, a pesar de los múltiples contratiempos que provocó la Segunda Guerra Mundial.